# 小行星2046
小行星2046（2046 Leningrad）是一颗围绕太阳公转的小行星。1968年10月22日，塔瑪拉·斯米爾諾娃在克里米亚发现了此天体。
該小行星以蘇聯城市列寧格勒命名。
这颗小行星的绝对星等为281.66224等。